# マーディ・フィッシュ
マーディ・フィッシュ（Mardy Fish, 1981年12月9日 - ）は、アメリカ・ミネソタ州イーダイナ出身の男子プロテニス選手。ATPランキング自己最高位はシングルス7位、ダブルス14位。ATPツアーでシングルス6勝、ダブルス8勝を挙げた。身長187cm、体重81kg。右利き、バックハンド・ストロークは両手打ち。
2004年のアテネ五輪で男子シングルスの銀メダルを獲得した選手である。2011年ATPワールドツアー・ファイナル出場。2011年全米オープンシリーズ優勝。マスターズ1000で4度の準優勝経験がある。

## 来歴
フィッシュの父親はテニスのティーチング・プロ（プロ選手の資格があるコーチ）で、彼の家族はマーディが4歳の時にミネソタ州からフロリダ州ベロビーチに引っ越した。フィッシュは1999年、1年間アンディ・ロディックの家に同居したことがあり、2人は同じ高校のクラブで一緒に練習した間柄になる。2000年にプロ入り。2002年から男子テニス国別対抗戦・デビスカップアメリカ合衆国代表選手になる。2003年度の男子ツアーで3大会に準優勝した後、同年10月中旬のストックホルム・オープンでツアー初優勝を果たす。2004年のアテネ五輪で、フィッシュは男子シングルスの銀メダルを獲得した。準決勝でチリ代表のフェルナンド・ゴンサレスを3-6, 6-3, 6-4の逆転で破ったフィッシュは、金メダルをかけた決勝戦でゴンサレスと同じくチリ代表のニコラス・マスーに3-6, 6-3, 6-2, 3-6, 4-6で敗れた。
2005年全豪オープンで、フィッシュは4大大会の男子ダブルス自己最高成績を出し、同じアメリカのジェームズ・ブレークと組んで準々決勝に進んだ。ところが、この年にフィッシュは2度左手首の手術を受け、一時は世界ランキングを341位まで落としてしまった。
2006年にフィッシュは復活を果たし、4月の全米男子クレーコート選手権の決勝戦でユルゲン・メルツァーを破って優勝し、3年ぶりの男子ツアー2勝目を挙げた。同年のウィンブルドンから4大大会にも復帰し、フィッシュは2006年末の最終ランキングを47位まで戻した。それまでのフィッシュは、4大大会では3回戦進出止まりの成績だったが（2003年全豪オープン・2003年ウィンブルドン選手権・2006年ウィンブルドン選手権）、2007年全豪オープンでついに準々決勝進出を果たす。フィッシュは1回戦で第4シードのイワン・リュビチッチを破って波に乗り、準々決勝で少年時代からの親友ロディックと対戦したが、2-6, 2-6, 2-6のストレートで完敗した。
2008年7月に4年ぶりの男子ツアーダブルス優勝を果たした。地元開催の全米オープンで、フィッシュは初めてベスト8に進出した。彼の4大大会シングルス8強入りは、2007年全豪オープン以来2度目となる。初進出の全米準々決勝では、第1シードになったラファエル・ナダルから第1セットを奪った後、続く3セットを落として6-3, 1-6, 4-6, 2-6のスコアで敗退した。
2009年ウィンブルドン選手権で、フィッシュはジェームズ・ブレークとペアを組んで男子ダブルスのベスト4に進出した。2人は1回戦で全仏オープン優勝の第3シード、ルーカス・ドロウヒー/リーンダー・パエス組を破って波に乗り、以後もシードペアを連破して勝ち進んだ。準決勝では第2シードのダニエル・ネスター/ネナド・ジモニッチ組に7-5, 6-3, 2-6, 6-7, 8-10の逆転で敗れ、決勝進出を逃した。
2011年4月に初めてのトップ10入りを果たし、ロディックを抜いてアメリカのトップに立った。ウィンブルドン選手権では4回戦で前年準優勝のトマーシュ・ベルディハを7-6, 6-4, 6-4で破り、ウィンブルドンでは初めてのベスト8に進出した。準々決勝では前年優勝のナダルに3-6, 3-6, 7-5, 4-6で敗れた。8月に自己最高の7位を記録し最終戦のATPワールドツアー・ファイナルに初出場を果たしたが、ラウンドロビンで3連敗して敗退した。
2012年は心臓疾患に悩み5月に手術を受け全仏オープンを欠場した。全米オープンでは4回戦のロジャー・フェデラーとの試合を棄権し残り試合を全て欠場した。2013年3月のBNPパリバ・オープンから復帰したものの好成績を残すことは出来ず、2013年の4大大会は全て欠場した。ランキングを100位以下に落とし苦しい状態が続いていた。
2015年全米オープンの前、フィッシュは「これが最後の大会になるだろう」とし、この大会で事実上の引退をすることを明言した。その全米オープンでは1回戦でマルコ・チェッキナートに6-7(5), 6-3, 6-1, 6-3で勝利。2回戦でフェリシアーノ・ロペスに6-2, 3-6, 6-1, 5-7, 3-6のフルセットで敗れ、これが引退試合となった。
2019年より、ジム・クーリエの後を受けて、デビスカップのアメリカ代表チーム監督に就任した。

## ATPツアー決勝進出結果

### シングルス: 20回 (6勝14敗)
| 大会グレード                    |
| グランドスラム (0–0)            |
| オリンピック (0–1)              |
| ATPファイナルズ (0–0)           |
| ATPツアー・マスターズ1000 (0–4) |
| ATPツアー500 (0–0)              |
| ATPツアー250 (6–9)              |

| サーフェス別タイトル |
| ハード (4–11)        |
| クレー (1–0)         |
| 芝 (1–3)             |
| カーペット (0–0)     |

| サーフェス別タイトル |
| 屋外 (5–12)          |
| 室内 (1–2)           |

| 結果   | No. | 決勝日         | 大会                 | サーフェス    | 対戦相手                     | スコア                  |
| ------ | --- | -------------- | -------------------- | ------------- | ---------------------------- | ----------------------- |
| 準優勝 | 1.  | 2003年3月10日  | デルレイビーチ       | ハード        | ジャン＝マイケル・ギャンビル | 0-6, 6-7–               |
| 準優勝 | 2.  | 2003年6月23日  | ノッティンガム       | 芝            | グレグ・ルーゼドスキー       | 3-6, 2-6                |
| 準優勝 | 3.  | 2003年8月18日  | シンシナティ         | ハード        | アンディ・ロディック         | 6-4, 6-7(3-7), 6-7(4-7) |
| 優勝   | 1.  | 2003年10月20日 | ストックホルム       | ハード (室内) | ロビン・セーデリング         | 7-5, 3-6, 7-6(7-4)      |
| 準優勝 | 4.  | 2004年2月16日  | サンノゼ             | ハード (室内) | アンディ・ロディック         | 6-7(13-15), 4-6         |
| 準優勝 | 5.  | 2004年6月14日  | ハレ                 | 芝            | ロジャー・フェデラー         | 0-6, 3-6                |
| 準優勝 | 6.  | 2004年8月22日  | アテネ五輪           | ハード        | ニコラス・マスー             | 3-6, 6-3, 6-2, 3-6, 4-6 |
| 優勝   | 2.  | 2006年4月10日  | ヒューストン         | クレー        | ユルゲン・メルツァー         | 3-6, 6-4, 6-3           |
| 準優勝 | 7.  | 2007年8月27日  | ニューヘイブン       | ハード        | ジェームズ・ブレーク         | 5-7, 4-6                |
| 準優勝 | 8.  | 2008年3月23日  | インディアンウェルズ | ハード        | ノバク・ジョコビッチ         | 2-6, 7-5, 3-6           |
| 準優勝 | 9.  | 2008年8月23日  | ニューヘイブン       | ハード        | マリン・チリッチ             | 4-6, 6-4, 2-6           |
| 準優勝 | 10. | 2009年2月15日  | サンノゼ             | ハード (室内) | ラデク・ステパネク           | 6-3, 4-6, 2-6           |
| 優勝   | 3.  | 2009年3月1日   | デルレイビーチ       | ハード        | エフゲニー・コロレフ         | 7-5, 6-3                |
| 準優勝 | 11. | 2010年6月13日  | ロンドン             | 芝            | サム・クエリー               | 6-7(3-7), 5-7           |
| 優勝   | 4.  | 2010年7月11日  | ニューポート         | 芝            | オリビエ・ロクス             | 5-7, 6-3, 6-4           |
| 優勝   | 5.  | 2010年7月25日  | アトランタ           | ハード        | ジョン・イスナー             | 4-6, 6-4, 7-6(7-4)      |
| 準優勝 | 12. | 2010年8月22日  | シンシナティ         | ハード        | ロジャー・フェデラー         | 7-6(7-5), 6-7(1-7), 4-6 |
| 優勝   | 6.  | 2011年7月24日  | アトランタ           | ハード        | ジョン・イスナー             | 3-6, 7-6(8-6), 6-2      |
| 準優勝 | 13. | 2011年7月31日  | ロサンゼルス         | ハード        | エルネスツ・ガルビス         | 7-5, 4-6, 4-6           |
| 準優勝 | 14. | 2011年8月14日  | モントリオール       | ハード        | ノバク・ジョコビッチ         | 2-6, 6-3, 4-6           |

### ダブルス: 11回 (8勝3敗)
| 結果   | No. | 決勝日        | 大会                 | サーフェス    | パートナー           | 対戦相手                                          | スコア                |
| ------ | --- | ------------- | -------------------- | ------------- | -------------------- | ------------------------------------------------- | --------------------- |
| 優勝   | 1.  | 2002年4月29日 | ヒューストン         | クレー        | アンディ・ロディック | グレイドン・オリバー ジャン＝マイケル・ギャンビル | 6-4, 6-4              |
| 優勝   | 2.  | 2004年2月16日 | サンノゼ             | ハード (室内) | ジェームズ・ブレーク | リック・リーチ ブライアン・マクフィー             | 6-2, 7-5              |
| 優勝   | 3.  | 2004年4月19日 | ヒューストン         | クレー        | ジェームズ・ブレーク | リック・リーチ ブライアン・マクフィー             | 6-3, 6-4              |
| 準優勝 | 1.  | 2006年2月27日 | メンフィス           | ハード        | ジェームズ・ブレーク | クリス・ハガード イボ・カロビッチ                 | 6-0, 5-7, [5-10]      |
| 優勝   | 4.  | 2008年7月7日  | ニューポート         | 芝            | ジョン・イスナー     | ロハン・ボパンナ アイサム＝ウル＝ハク・クレシ     | 6-4, 7-6              |
| 優勝   | 5.  | 2009年2月22日 | メンフィス           | ハード (室内) | マーク・ノールズ     | トラビス・パロット フリップ・ポラーシェク         | 7-6(9-7), 6-1         |
| 優勝   | 6.  | 2009年3月9日  | インディアンウェルズ | ハード        | アンディ・ロディック | マックス・ミルヌイ アンディ・ラム                 | 3-6, 6-1, [14-12]     |
| 優勝   | 7.  | 2010年2月14日 | サンノゼ             | ハード (室内) | サム・クエリー       | ベンヤミン・ベッカー レオナルド・マイエル         | 7-6(7-3), 7-5         |
| 優勝   | 8.  | 2010年8月8日  | ワシントンD.C.       | ハード        | マーク・ノールズ     | トマーシュ・ベルディハ ラデク・ステパネク         | 4-6, 7-6(9-7), [10-7] |
| 準優勝 | 2.  | 2011年5月15日 | ローマ               | クレー        | アンディ・ロディック | ジョン・イスナー サム・クエリー                   | 不戦敗                |
| 準優勝 | 3.  | 2013年8月4日  | ワシントンD.C.       | ハード        | ラデク・ステパネク   | ジュリアン・ベネトー ネナド・ジモニッチ           | 6-7(5-7), 5-7         |

## 成績

### 4大大会シングルス
略語の説明
| W | F | SF | QF | #R | RR | Q# | LQ | A | Z# | PO | G | S | B | NMS | P | NH |

W=優勝, F=準優勝, SF=ベスト4, QF=ベスト8, #R=#回戦敗退, RR=ラウンドロビン敗退, Q#=予選#回戦敗退, LQ=予選敗退, A=大会不参加, Z#=デビスカップ/BJKカップ地域ゾーン, PO=デビスカップ/BJKカッププレーオフ, G=オリンピック金メダル, S=オリンピック銀メダル, B=オリンピック銅メダル, NMS=マスターズシリーズから降格, P=開催延期, NH=開催なし.
| 大会           | 1999 | 2000 | 2001 | 2002 | 2003 | 2004 | 2005 | 2006 | 2007 | 2008 | 2009 | 2010 | 2011 | 2012 | 2013 | 2014 | 2015 | 通算成績 |
| -------------- | ---- | ---- | ---- | ---- | ---- | ---- | ---- | ---- | ---- | ---- | ---- | ---- | ---- | ---- | ---- | ---- | ---- | -------- |
| 全豪オープン   | A    | A    | A    | 2R   | 3R   | 1R   | 2R   | A    | QF   | 3R   | 3R   | 1R   | 2R   | 2R   | A    | A    | A    | 14–10    |
| 全仏オープン   | A    | A    | LQ   | LQ   | 1R   | A    | 1R   | A    | A    | 2R   | 1R   | 2R   | 3R   | A    | A    | A    | A    | 4–6      |
| ウィンブルドン | A    | A    | 1R   | LQ   | 3R   | 2R   | A    | 3R   | 1R   | 1R   | 3R   | 2R   | QF   | 4R   | A    | A    | A    | 15–10    |
| 全米オープン   | LQ   | 1R   | 1R   | 2R   | 2R   | 2R   | 1R   | 2R   | 2R   | QF   | A    | 4R   | 4R   | 4R   | A    | A    | 2R   | 19–12    |

※: 2012年全米4回戦の不戦敗は通算成績に含まない

### 大会最高成績
| 大会                 | 成績 | 年         |
| -------------------- | ---- | ---------- |
| ATPファイナルズ      | RR   | 2011       |
| インディアンウェルズ | F    | 2008       |
| マイアミ             | SF   | 2011       |
| モンテカルロ         | 1R   | 2003       |
| マドリード           | 3R   | 2003       |
| ローマ               | 3R   | 2011       |
| カナダ               | F    | 2011       |
| シンシナティ         | F    | 2003, 2010 |
| 上海                 | 2R   | 2011       |
| パリ                 | 3R   | 2011       |
| オリンピック         | S    | 2004       |
| デビスカップ         | F    | 2004       |